# 2024 en économie (discipline)
| • Chronologie générale de l'économie • |

| • Chronologie générale de l'économie • |

| Années de l'économie : 2021 - 2022 - 2023 - 2024 - 2025 - 2026 - 2027    |
| Décennies de l'économie : 1990 - 2000 - 2010 - 2020 - 2030 - 2040 - 2050 |

Cet article présente les faits marquants de l'année 2024 en économie.

## Prix
- Prix de la Banque de Suède en sciences économiques en mémoire d'Alfred Nobel : Daron Acemoğlu, Simon Johnson et James A. Robinson

## Décès

### Janvier
- 2 janvier : 
  - Sartaj Aziz (diplomate, homme politique et économiste pakistanais)
  - Rizal Ramli (homme politique et économiste indonésien)
- 8 janvier : Gonzalo García Núñez (économiste péruvien)